# 相當理由
相當理由（probable cause）在美國的刑事程序法中指的是警察有權拘捕、作出個人或財產的搜查，或是可以取得搜查令（search warrant）的標準。也經常指的是大陪審團（grand jury）相信被告有罪的一種標準。此字的涵義可從美國憲法第四修正案條文觀之：

任何人的人身、住宅、文件和財產不受無理搜查和查封，沒有相當理由，不得簽發令狀，令狀必須具體描述清楚要搜查的地點、需要搜查和查封的具體文件和物品，以及具體描述清楚要逮捕的人。

## 定義
最廣且最一般對於相當理由的定義是「合理確信被告有刑事責任」（合理確信犯罪嫌疑）。
其在美國權力法案中之另一定義是「有理由相信傷害已成刑事訴訟」，這是基於在人權上更為保護的方式之解釋。
其他定義如「合理懷疑（審慎小心與）理性的人在環境上可充分評斷下相信事件可能為真。」
以令狀的角度而言，《牛津美國法律指南》（Oxford Companion to American Law）定義「相當理由」視為「資訊上有充分理由讓（審慎小心與）理性的人相信被通緝的人有罪（用拘捕令），或是有犯罪的證據或在搜查時被發現其走私（用搜查令）」。「相當理由」在證據上相對於合理懷疑更是個較有力的標準，但是弱於需要確保其已「定罪」。根據「雙叉理論」（Aguilar-Spinelli test），如果從可靠來源或是其他有力證據下，傳聞證據亦可支持「相當理由」。